# 深圳文化

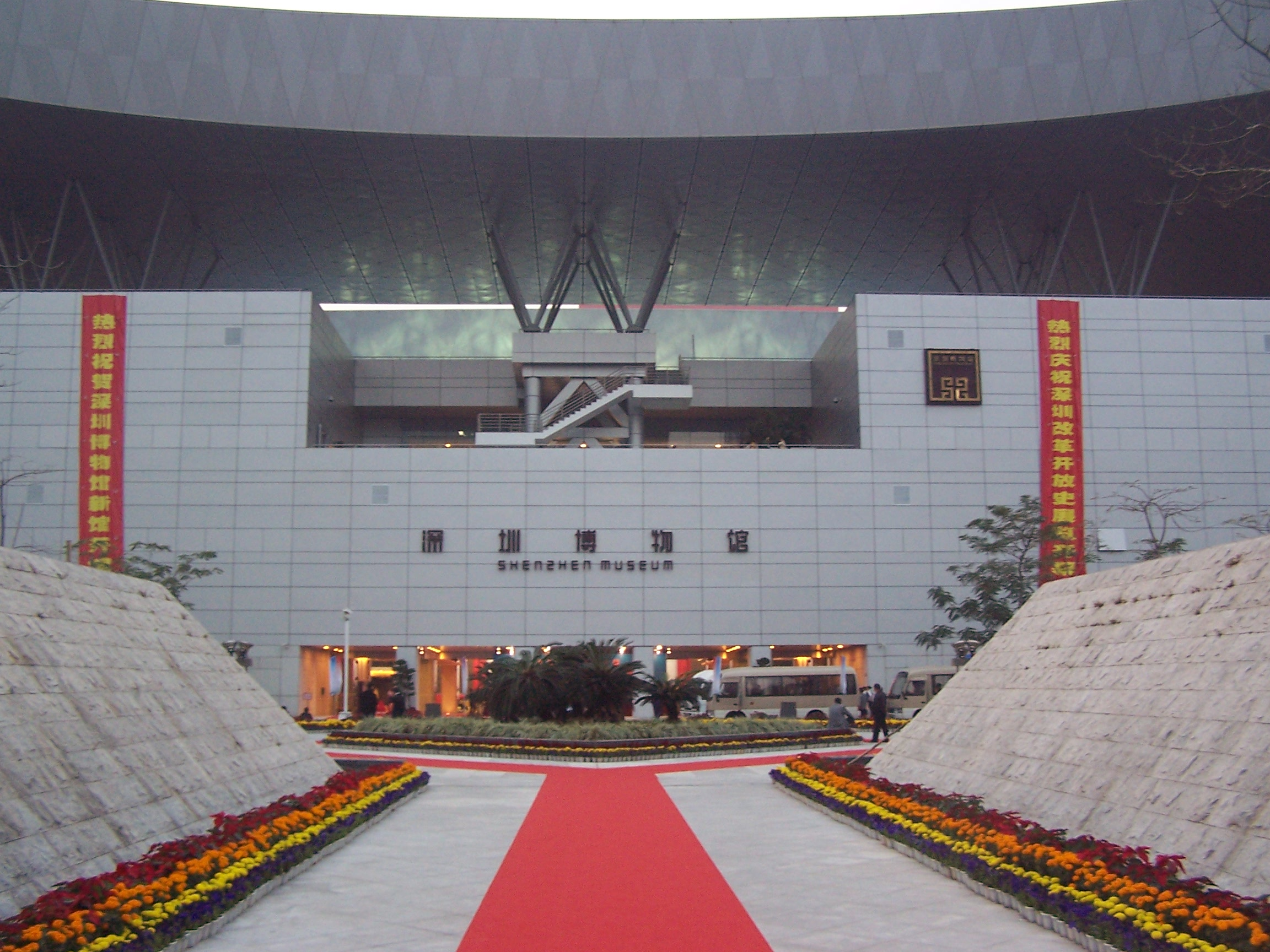
深圳博物馆

深圳虽然是一座只有30年的年轻城市，但文化发展速度快。1981年至2000年，博物馆、图书馆、美术馆等文化设施陆续建成；包括《特区经济》在内的各种杂志也相继创刊。2003年，政府提出「文化立市」战略，建设「兩城一都一基地」，即：鋼琴之城、圖書館之城、設計之都及動漫基地。2004年11月18日至11月22日，首届中国（深圳）国际文化产业博览交易会（简称“文博会”）在深圳举行。2008年11月19日，深圳市被聯合國教科文組織授予世界第六個、中國第一個“設計之都”稱號。深圳每年还设有“读书月”，是政府专门为公众读书活动而设立的节庆，至2010年已持续举办了11届，参与人数众多，主要内容有“读书论坛”、“阅读与藏书推荐书目”、“中外经典诗朗诵”等。2007年，深圳宣布向市民永久免费开放包括图书馆、美术馆、博物馆等在内的所有公共文化设施，这在中国城市中还屬首次。深圳市少年宫是一处现代化的青少年活动场所，设有科普及艺术教育功能。
本地原居民与香港新界大多相同有围头与客家兩个民系，客家主要集中在龙岗，围头则集中在罗湖福田。由于地处广九铁路中枢位置同时又受到省港两地文化的影响，加上改革开放之后其他北方省份人口的进入成就了深圳的文化多样性。深圳文化在微观上呈现多样性，在宏观上呈现南、北两个文化体系的争持。由于深圳特区在千禧年以前经济上主要依赖香港，而90年代中后期之后香港的影响力降低而来自内地的影响力增强，所以文化上也呈现出北方文化逐渐转强的情况。同时，由于深圳要走国际化的路线加上临近的国际都市香港的影响，所以深圳在混杂中国南北文化的同时，也较内地西化。民间的文化发展有其活力和特色，在布吉街道自发形成“大芬油画村”，原先的自然村落每逢节庆都自发举行别具特色的活动，各地的饮食文化在深圳都有立足之地并不时引起潮流交替。在深圳的东北、四川、湖南、江西、湖北几个地区人士比较多，文化上也有所影响。

## 文化设施

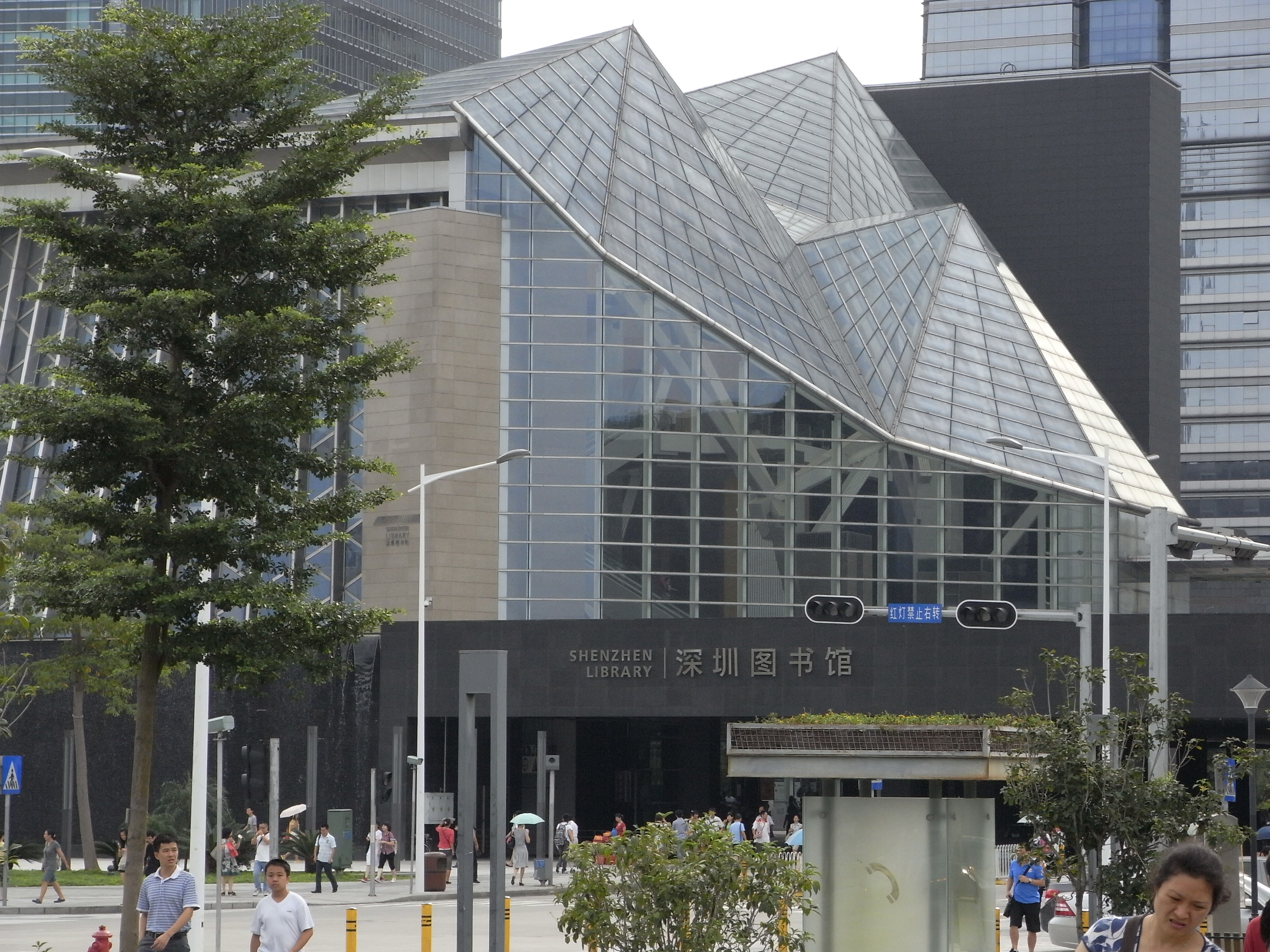
深圳图书馆

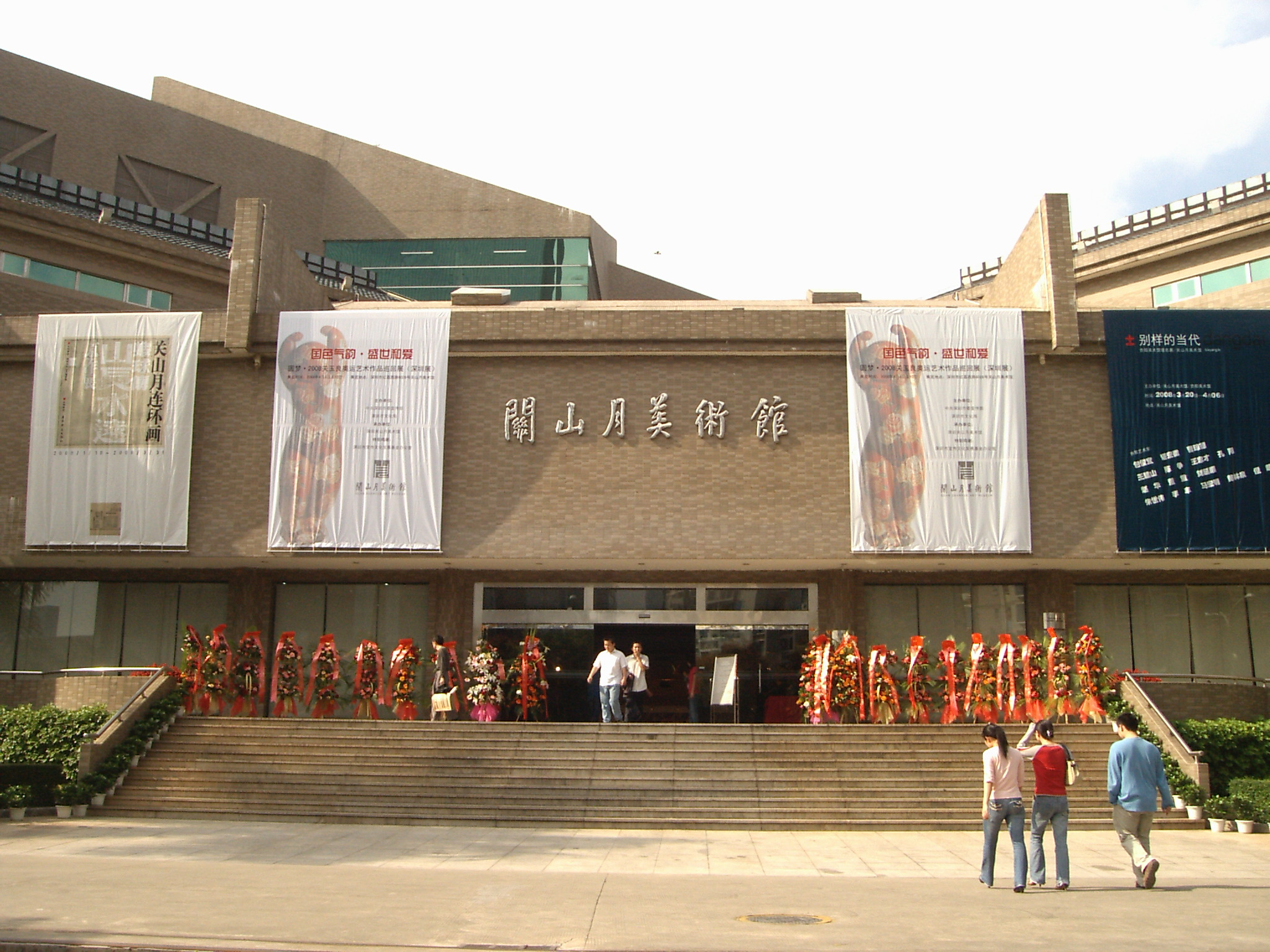
关山月美术馆

深圳的书店规模庞大，经营品种包括图书、音像制品和乐器等文化用品，被称为“书城”。全市各区都有“书城”分布，以福田区的深圳中心书城、罗湖区金山大厦书城和南山书城的规模最大，其他有宝安书城、龙岗书城、盐田书城等。深圳中心书城位于福田CBD区，是深圳最大的图书销售中心，所售图书达30万种，被称为“亚洲最大的单体书店”。
深圳有“生活在图书馆中的城市”之称，至今建有公共图书馆有639座，计划到2015年达到1100座，从现在的每1.5万人提高到每1万人拥有一个公共图书馆。1997年7月，深圳通过了《深圳经济特区公共图书馆条例（试行）》，是中国公共图书馆立法的首部法规。截至2010年，全市公共图书馆总面积约28.44万平方米，总藏书2006.32万册。2010年全年进馆人次达2100万，办理借阅服务达860万册。所有公共图书馆实现无线网络覆盖。
深圳的图书馆在大多数街道设立分馆，并实行“图书馆之城”服务，一张读者证即可在全市大多数公共图书馆使用，然而图书馆的座位数量不足，每逢节假日有些读者长时间站立或席地而坐阅读。
全市规模较大的美术展览机构有：深圳美术馆、何香凝美术馆和关山月美术馆等。深圳美术馆地处罗湖区东湖公园内，原为1976年建成的深圳展览馆，1987年改为现名。何香凝美术馆1997年建成，以收藏、陈列、研究何香凝书画为主。关山月美术馆位于莲花山南麓，主要收藏、研究、陈列和推广知名画家广关山月的美术作品，也举办美术展览。

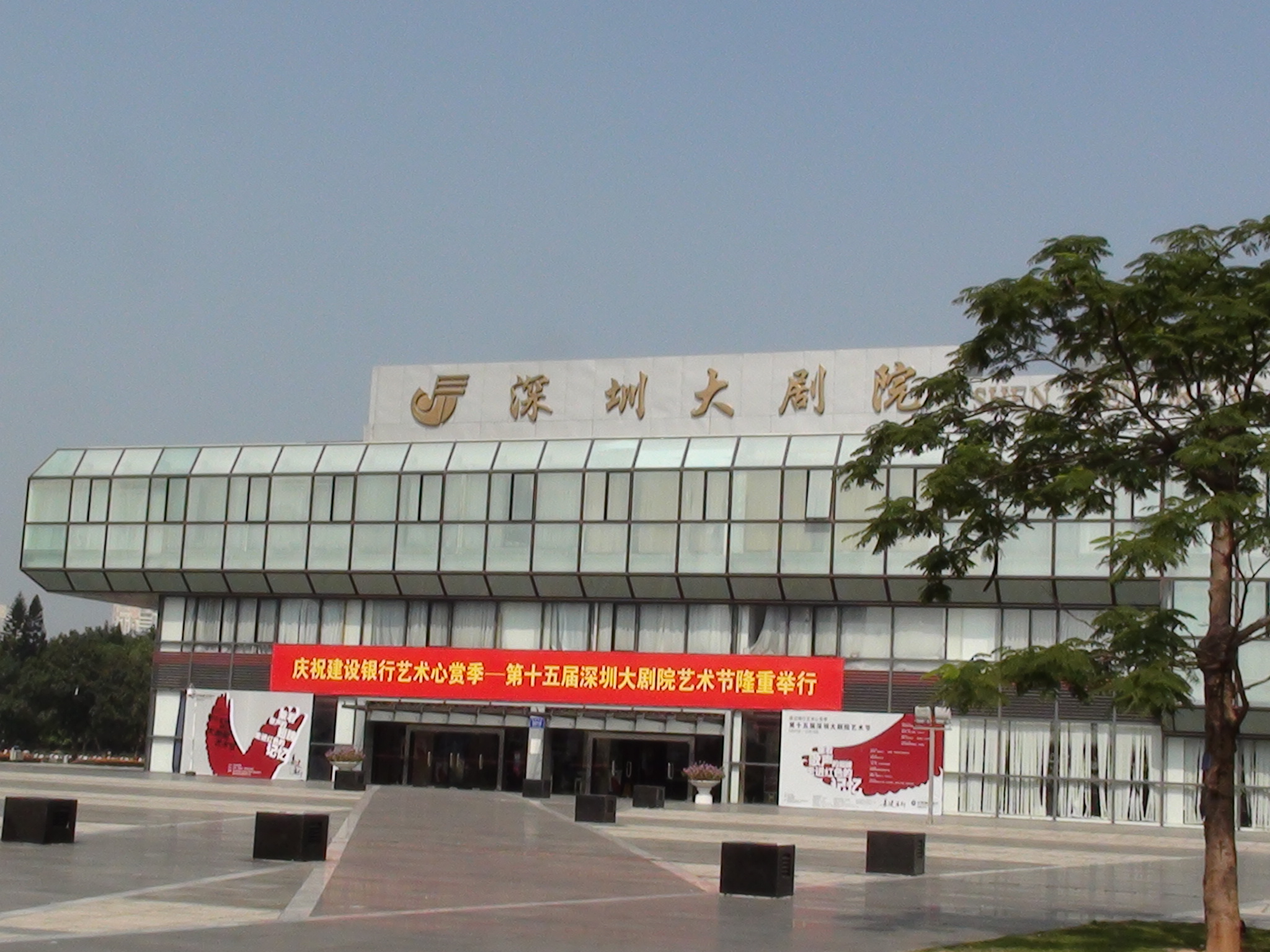
深圳大剧院

深圳大剧院于1984年兴建，1989年5月开业，是深圳早期最大的影视放映和艺术表演中心，也是当时全市八大文化设施之一。剧院外观全为玻璃幕墙，造型为方盒，设有剧场、音乐厅、文化展厅、餐厅、歌舞厅、地下商业街等，其中剧场可容纳1304名观众。剧院开业以来，美国、英国、法国、意大利和日本等国家的数10个艺术团曾在此演出，国内艺术团体的演出更多。1992年起，剧院每年举办"深圳大剧院艺术节"，有较大影响。

## 文学
1980年代后，大量的外来人口进入深圳，人的思想较中国内地前卫，有些文学作品大胆、开放，如刘西鸿的短篇小说《你不可改变我》、刘学强、林雨纯的散文集《红尘新潮：深圳青年观念更新录》《深圳的斯芬克思之谜》获1991-1992全国优秀报告文学奖和广东省鲁迅文艺奖，等作品曾在中国文坛轰动一时。1993年，《特区文学》创刊，所刊载的作品体现出城市化倾向和打工文学特征。作家李兰妮的城市写实作品《旷野无人：一个抑郁症患者的精神档案》以抑郁症患者的连贯病历，从文学角度阐述人类的自我拯救意识，获得较高评价。打工作家刘澍泉的《深圳临时工》是一部描绘数十万深圳打工族成长与辛酸的纪实文学作品，语言直白、生动。描写南岭村变化的长篇报告文学《天地男儿》，具有政治题材性质，为官方所推崇。其他文学作品如《深圳的维纳斯之谜》、《鏖兵西北》、《青春的城市：深圳》等在深圳文艺界也具有较高知名度。此外，《春天的故事》、《走进新时代》等一些抒情诗，政治氛围浓郁。

## 娱乐

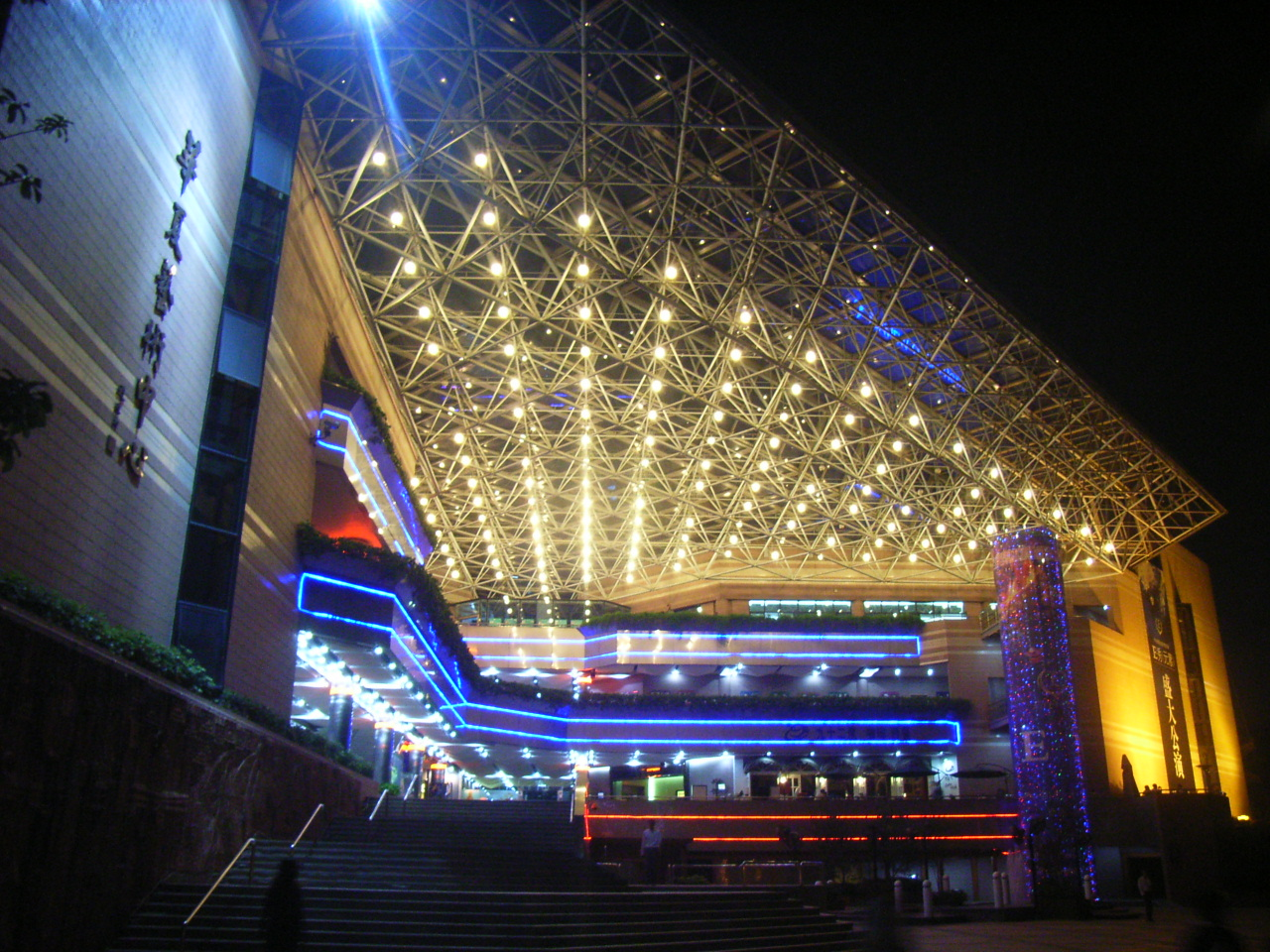
华夏艺术中心（华侨城）

深圳的娱乐活动丰富，从免费的、大众化参与的市政公园、休闲广场到收费高昂的高级影视厅、夜总会；从社区民众自发的歌咏、弹唱到具有专业水平的音乐演奏、戏剧表演，娱乐方式多样。
深圳的娱乐场所众多，各行政区都有分布。以电影放映为主的有罗湖区的嘉禾影城、新南国影城、太阳广场数码影视城等；福田区的金盾电影院、福田影剧院等；南山区的华夏艺术中心、南山影院、科技园高新剧院等；宝安区的新安影剧院等。影视、戏曲综合性场所有深圳戏院、深圳大剧院、保利影剧院等。深圳音乐厅是全市最大的音乐演出场所，主要演奏交响音乐，由日本建筑师矶崎新主持设计，造型优雅独特，设有演奏大厅、小剧场和其他附属设施，其中演奏大厅容纳1,800名观众。

### 夜生活
相比于中国大陆其他城市，深圳的夜生活主要表现在喧嚣的歌舞厅、觥筹交错的街边食肆、酒吧以及一些以“二奶”及“小姐”著称的城中村。全市各区都有大量的夜总会分布，有些还带有桑拿、按摩服务。福田区的圣保罗夜总会是深圳中心区较有影响的一个，被称为“超大型五星级综合娱乐场所”。市内的酒吧多集中在蛇口太子路及海上世界、深圳体育馆周边以及罗湖区的阳光酒店一带，消费水平各异，常有外国人光顾。深圳有些城中村（如下沙村、沙嘴村等）的夜生活极为繁荣，分布着许多卡拉ok厅、休闲中心、饮食店、小型超市等，即便是凌晨时分也是人声鼎沸，非常热闹，消费人群除中国大陆人士外，还包括大量的香港人。

## 古迹
深圳虽是新兴的工商业城市，但仍有众多的历史古迹，有些古迹至今保存完好。鹤湖民居、大田世居、南头古城、大鹏所城和大万世居皆为文化底蕴深厚的古迹，期中大鹏所城还被列为“全国重点文物保护单位”和“中国历史文化名村”。“南头古城”也称“新安古城”，建于1394年的明代，曾为新安县治所在。古城现存的历史遗迹有古城门、关帝庙、东莞会馆、海防公署等，城内一些具有岭南乡土特色的清代传统民居、祠堂等也保存完好。大鹏所城，全名为“大鹏守御千户所城”，明朝初年为抵御倭寇而建，是朝廷所设的一个军事要地，至今已有600余年的历史。城内建筑基本维持着当年格局，屋宇、厅、房、井、廊、院等，牌匾等面貌依旧。
南山区的蛇口半岛也有几处知名的历史遗迹，如赤湾左炮台、宋少帝陵、天后宫等。赤湾左炮台建于1669年，至今有342年的历史，有保存完好的古炮及清军驻守时的营房遗址，为深圳市重点文物保护单位。盐田区沙头角的中英街是一条古老的街道，被称为“一街两制”，街道中央有当年清朝政府与英国政府共同设立的界碑。

## 本地居民文化习俗
深圳本地居民的文化习俗丰富，除中国民间传统节日外，本地居民还有着独特的地方风俗，有些风俗流传相当久远，如“西乡抢炮”、“福永舞龙狮”、“龙岗哭嫁”、“坪山打蘸”和“南澳舞草龙”等，龙岗大鹏妇女还时兴“帽遮羞”。此外，深圳原住民还秉承着一些民间戒律，如：宝安区沙井和公明居民初一、十五的“吃斋敬神”；龙岗区大鹏人的“避邪迎亲”、“沐浴净身”等。

### 民居与服饰

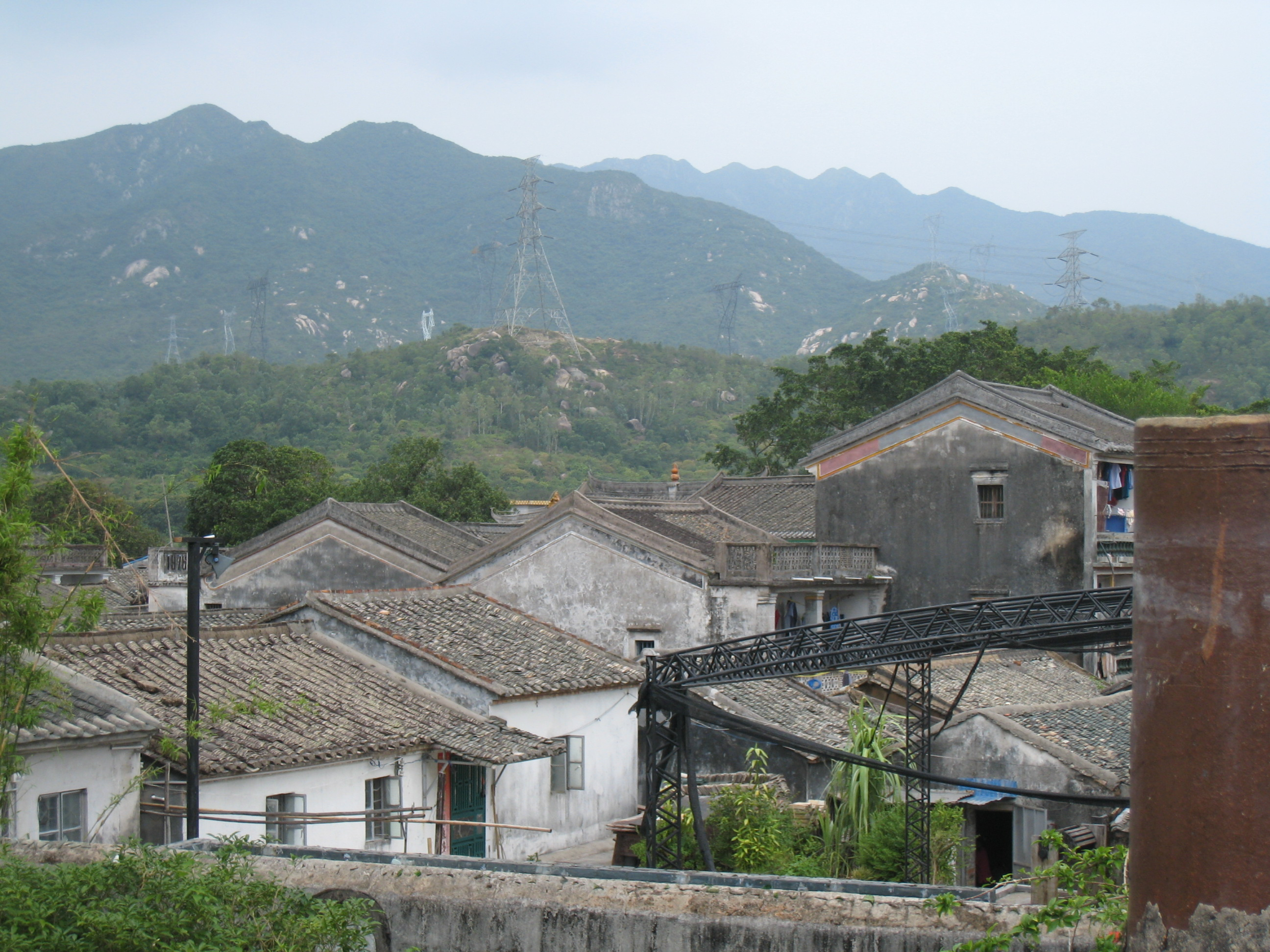
龙岗区大鹏镇的老式房屋

早期深圳人烟稀少，居民所住房屋的建筑结构比较单一，大致分为“纵向式屋”和“大齐头屋”。普通原住民多采用纵向式的房屋结构，由大门入内依次为厨房、天井、正厅、卧室；较富裕的人家会多一天井。房屋的建筑材料以黄泥、沙、石灰为主，采光较差。客家人的民居多为大齐头式，由外及里分别为厅、厢房、卧室、厨房，一般靠墙的房间会开一小窗或安装明瓦采光，但房屋的整体采光亦较差，所使用的建筑材料与原住民一致。有些客家人则会依其原籍的建筑风格建造围屋，多为双层构造，具有代表性的大万世居还被列为深圳市重点文物保护单位。由于深圳地处海边，以捕鱼为生的渔民多以船为家，人多船小的渔民则会在海岸较高处搭建茅屋，以竹、木作为结构支撑，茅草作为墙和屋顶，此种茅屋容易被台风摧毁。深圳成为经济特区后，房屋的建筑结构变化较大，农村的有些房屋已经盖至5、6层，老式民居已被淘汰。
中华人民共和国成立前，深圳原住民所穿衣服多为唐装便服，布料为自制的“十丈乌”，穿着朴素。男衣有七纽扣四衣袋或五纽扣二衣袋，开胸样式；女衣为右开纽大襟。多数女子梳辨留髻，客家女子外出一般要围头帕、系围裙、戴凉帽。裤装男女相同，均为阔裤头、宽脚，亦有中山装、西装等西式服饰，但多为学生、教师和政府职员穿着。男女外出多穿布鞋和绣花鞋，屋内起居一般穿木屐。1949年后，中山装、青年装盛行，但农村的服饰依旧，此时的布料多为棉布、卡叽、呢绒；鞋的种类趋于多样，有布鞋、胶鞋、人造革鞋和皮鞋等，鲜有脚穿木屐者。
2002年起，深圳市公辦中小學正式開始統一校服，深圳校服逐渐成为深圳流行文化的一部分。

### 福永舞龙狮、西乡抢炮与龙岗哭嫁
福永舞龙是宝安区福永街道流传久远的民间活动，始于清朝嘉庆年间，多在民间重大节日如春节、元宵、端午、重阳等以及婚庆时进行，用舞龙狮的方式以示庆贺。舞龙时一般设龙狮队，由40-50名成员组成，行进时鼓乐齐奏，叫喊声惊天动地，场面喧闹。现时福永当地设有舞龙馆，除在传统节日舞龙外，有些新企业时开张也会邀请舞龙队舞龙助兴。
宝安西乡街道的“西乡抢炮”也是当地的流行风俗，目的是祈求大吉大利和幸福安康。“炮”是一块双面玻璃镜，镜面有当地人信奉的北帝像，并配以龙、凤等吉祥物辅之左右，意即“龙凤呈祥”。时至三月初三，当地民众云集抢炮现场，鼓炮齐鸣。此时，“抢炮”操办者会向天空发射大有编号的炮竹，当炮花落地时，人们蜂拥争抢带有编号的炮花，抢到的人可到北帝像处领双面玻璃镜的“炮”带回家供奉。次年农历二月二十八，抢炮者会将去年抢得的“炮”抬回北帝庙，是为“还炮”。至三月初三，又开始新一轮“抢炮”。
“龙岗哭嫁”是深圳农村客家人的传统习俗，以龙岗坪山的“哭嫁”最为典型。按照当地风俗，女子出嫁前要有七天以上的“哭嫁期”，因为哭的时间太长，眼睛周围泛红，从而更加显现新娘的美丽。“哭期”完毕，进入迎亲仪式，新郎拜见过岳父、岳母后，新娘以哭声辞别父母，在锣鼓喧嚣、鞭炮齐鸣的乐闹氛围中上轿前往夫家。现今“哭嫁”习俗基本成为历史，现代客家人鲜有“哭嫁”现象。

## 饮食特征

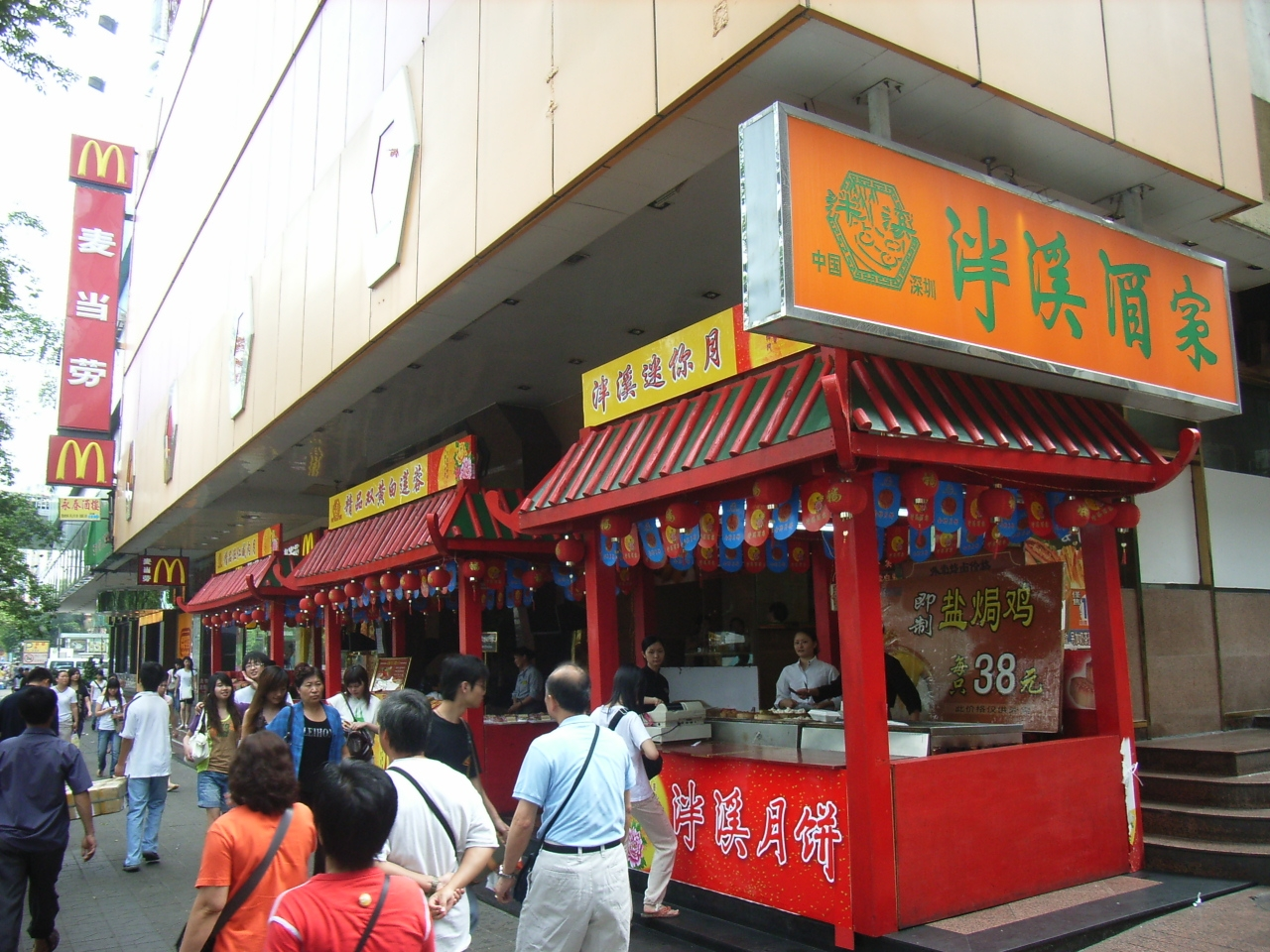
罗湖区一家以经营粤菜为主的酒楼及临近的麦当劳

深圳饮食原本属于粤菜系，但随着大量外来人口的不断涌入，饮食文化变得很丰富，各式菜肴五花八门，几乎荟萃了中国国内的主要菜系，甚至舶来了国外的许多饮食品牌。早期的中式菜系以广东本省的粤菜、客家菜、潮州菜为主。在比较大的粤菜酒楼，一般都有广东特色的早茶服务，不但深圳本地人喜欢，许多外来人口也热衷于品尝这种茶点。大量涌入的外省人也带来他们各自的菜系，大部分口味偏辣，如湖南的湘菜、四川的川菜和重庆火锅等，但为顾及广东及香港食客偏淡的饮食习惯，外省菜肴也推出了微辣或免辣口味，但如不特别提醒，这些餐店均都会在烹调时加入辣椒。

## 文化产业与文博会

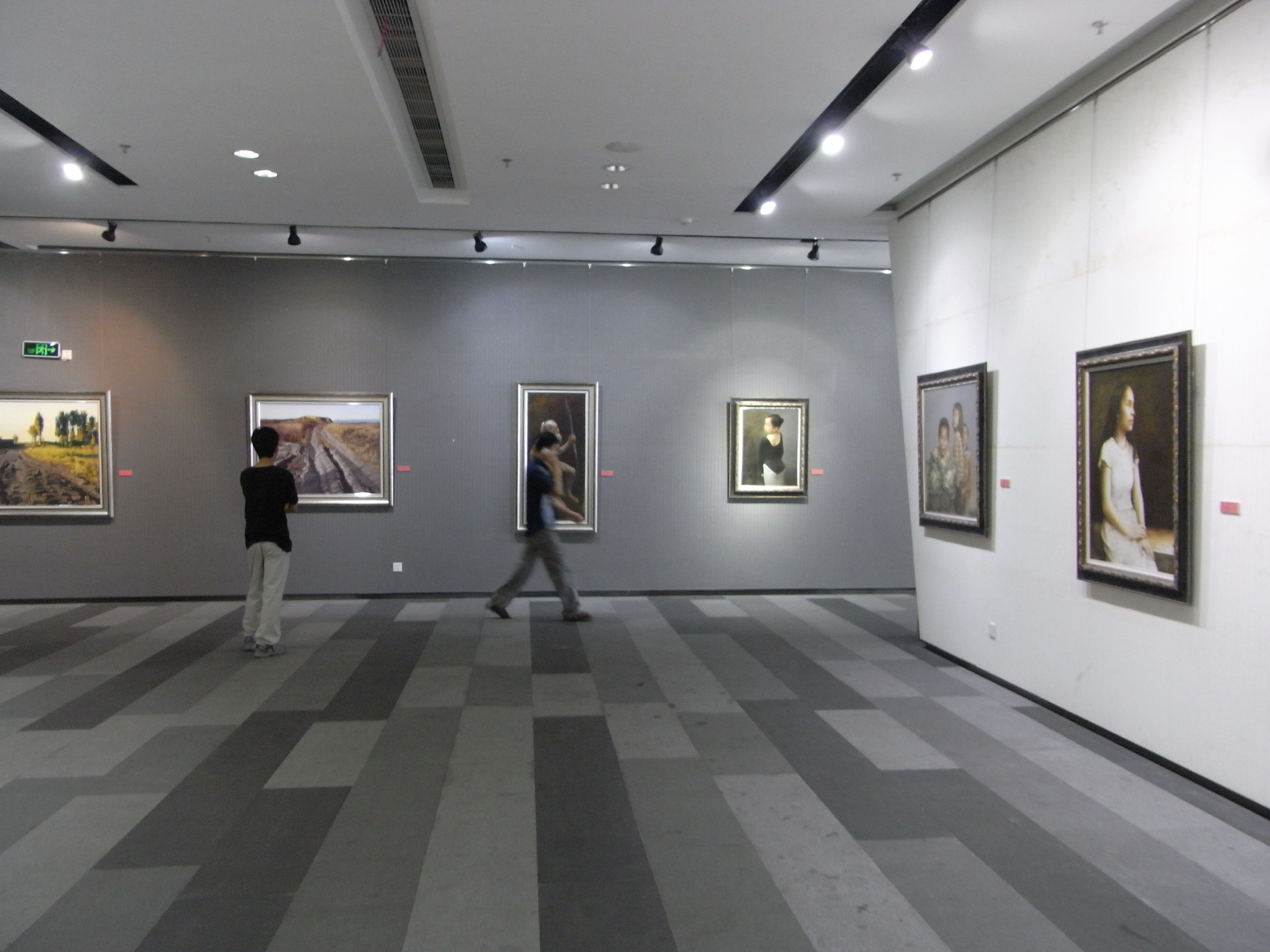
大芬油画村的画廊

深圳是中国工艺品制造大市之一，有1900余家工艺品制造商和20多万从业者，是全国最大的工艺品生产基地，其设计、制作水品具有领先地位，是深圳的新兴文化产业。工艺品门类齐全，品种繁多。雕塑类的包括金属、树脂、水晶、琉璃等工艺品；美术及景观类的包括工艺画、竹木艺术、人造植物与花卉等；传统手工制作类的包括刺绣、陶瓷、皮革工艺、仿真古董等工艺品；此外，还大量生产电子工艺品、仿真模型、金银珠宝工艺品、旅游纪念及文具工艺品等。
大芬油画村是深圳的油画产业基地，集油画创作、批发、定制为一体，吸引着大量的国内外客商来此洽购，油画产品甚至出口到亚洲、非洲、美洲和欧洲的许多国家。油画村汇集了大量的美术人才，油画产业兴旺，更带动了整个大芬村的经济。村内还是设有“大芬美术馆”，是全市仅有的村内美术馆。大芬油画是深圳的文化特色产业，在全国有较大影响。
“文博会”全称为“中国 (深圳) 国际文化产业博览交易会”，是全国仅有的一个国家级文化产业博览交易会。文博会于2004年11月18日至22日首次举办，每年一届，为期4天，主会场设于深圳会展中心，并设有大芬油画村等分会场。文博会的主要内容为首“博览和交易”、“文化产业论坛”、“评奖”等。首届文博会有来自中国国内和国外50余个国家、地区的700多家企业参展，成交额（含意向成交额）为356.9亿元人民币，参与者达47万多人次。